# Francesco Saverio Caruana
Francesco Saverio Caruana (Żebbuġ, 7 luglio 1759 – Mdina, 17 novembre 1847) è stato un vescovo cattolico e patriota maltese.
Prelato maltese, è ricordato in particolare per essere stato uno dei capi ribelli nel corso della sommossa maltese del 1798-1800.

## Biografia
All'età di 24 anni venne ordinato sacerdote dall'arcivescovo Vincenzo Labini e nel 1796 divenne canonico della cattedrale di San Paolo a Mdina.
Nel corso dell'occupazione francese di Malta il canonico Caruana venne dapprima nominato membro della Commission de gouvernement (commissione di governo), ma diede le dimissioni poco tempo dopo quando i francesi iniziarono a razziare i beni della Chiesa cattolica sull'isola. Il canonico Caruana giocò un ruolo fondamentale nella rivolta maltese contro i francesi e nel consegnare Malta all'Inghilterra. Nel corso della rivolta, fu comandante dei battaglioni di Żebbuġ e Siġġiewi. La batteria d'artiglieria ed il campo di Tas-Samra passarono sotto il suo comando.
Nel 1822 Caruana venne nominato arcidiacono della cattedrale e nel 1829 venne nominato amministratore diocesano alla morte del vescovo Ferdinando Mattei. Due anni dopo, papa Gregorio XVI lo nominò successore di Mattei e venne consacrato il 15 maggio 1831 da Publio Maria Sant, il quale a sua volta diverrà suo successore nel 1847. Il vescovo Caruana morì nel 1847, all'età di 88 anni, dopo 16 anni di episcopato.

## Genealogia episcopale
La genealogia episcopale è:
- Vescovo Ferdinando Mattei
- Arcivescovo Publio Maria Sant
- Vescovo Francesco Saverio Caruana